# Курт Беренс
Курт Беренс (нім. Kurt Behrens, 26 листопада 1884 — 5 лютого 1928) — німецький стрибун у воду.
Медаліст Олімпійських Ігор 1908, 1912 років.